# La Libertad (Ecuador)
La Libertad es una ciudad ecuatoriana; cabecera cantonal del cantón La Libertad, así como la urbe más poblada de la provincia de Santa Elena. Se localiza al centro-sur de la región litoral del Ecuador, en la puntilla de Santa Elena, que es el extremo occidental del Ecuador continental, a una altitud de 10 ms.n.m. y con un clima árido cálido de 24,7 °C en promedio.
En el censo de 2022 tenía una población de 112.154 habitantes, lo que la convierte en la décima séptima ciudad más poblada del país. La ciudad es uno de los núcleos del área metropolitana de La Puntilla, la cual está constituida además por ciudades y parroquias rurales cercanas, entre las que se destacan Salinas y Santa Elena. El conglomerado alberga a 170.342 habitantes.
Sus orígenes datan del siglo XIX, pero es a mediados del siglo XX, debido a la explotación petrolera, cuando presenta un acelerado crecimiento demográfico hasta establecer un poblado urbano, que sería posteriormente, uno de los principales núcleos urbanos de la nación. Es uno de los más importantes centros económicos, financieros y comerciales del Ecuador. Las actividades principales de la ciudad son el comercio, la pesca y la industria petrolera.

## Toponimia
Hasta 1918 se llamó "La Agujereada", por el irregular relieve del lugar. En ese año los habitantes del recinto Agujereada presentaron una petición a la Municipalidad de Santa Elena, para que se cambie el nombre de La Agujereada por La Libertad. El 9 de febrero de 1918 el poblado pasó a llamarse oficialmente La Libertad

## Historia

### Época prehispánica
En La Libertad, como en el resto de la provincia de Santa Elena, se han hallado interesantes vestigios paleontológicos registrados y conservado en el Museo Paleontológico Megaterio  de la UPSE. La Libertad estuvo poblada desde la prehistoria por la Cultura Las Vegas, esta fue la primera cultura que se asentó en los actuales territorios del Ecuador en el holoceno y pleistoceno tardío en la costa entre 8000 AC y 4600 AC. Existen 31 asentamientos de esta cultura en la península de Santa Elena, provincia homónima. El pueblo de Las Vegas se dedicó a la caza y recolección, y además desarrolló técnicas primitivas de agricultura. Aparentemente utilizaron huesos y espátulas para a fin de producir redes y textiles junto a varias herramientas y envases hechos de conchas. Adicionalmente, se especula que usaron madera, corteza de árbol, bambú, y caña como herramientas de su agricultura.

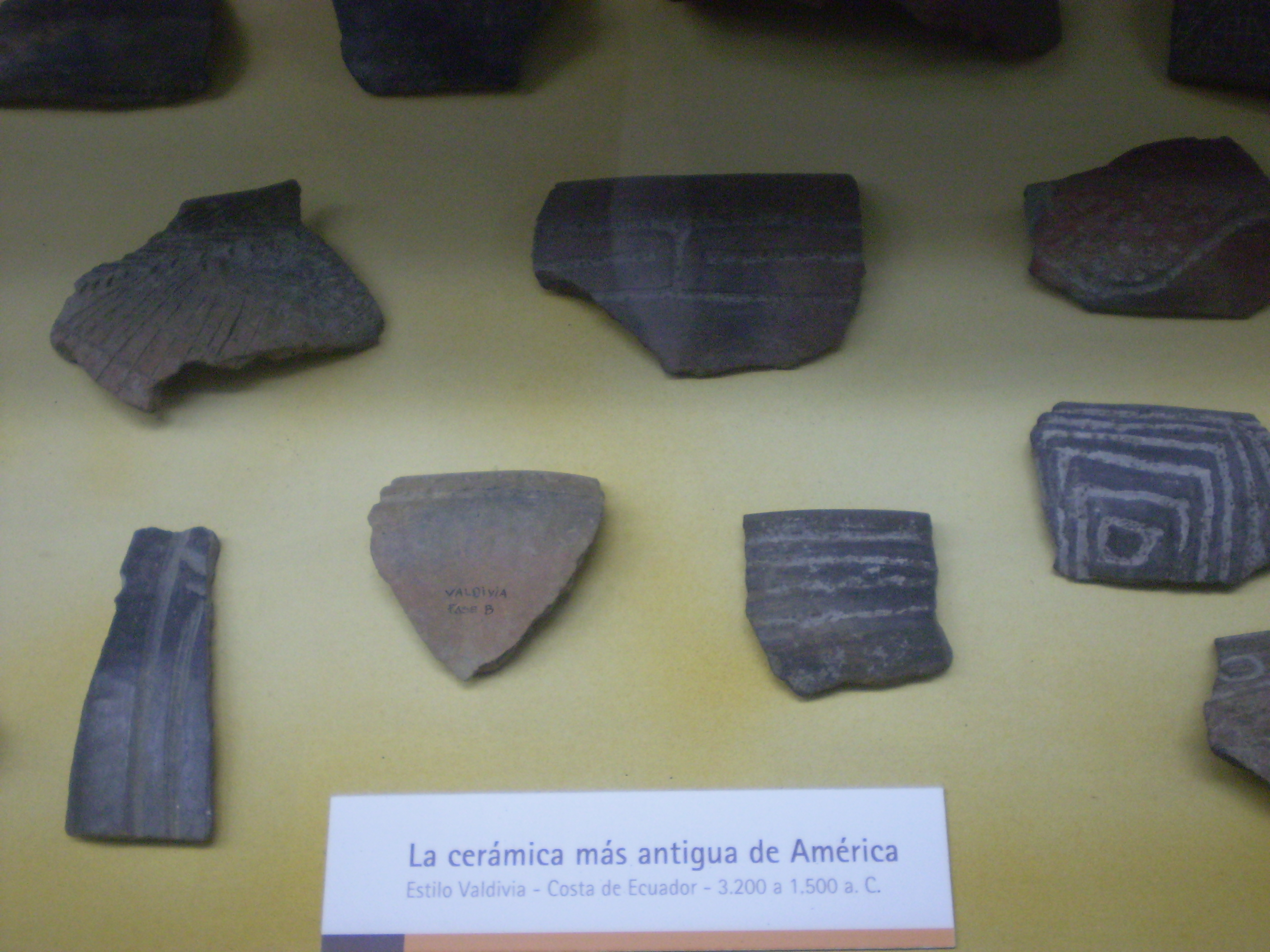
La cerámica valdiviana es la más antigua de América. Restos de cerámica valdiviana en el Museo de La Plata (Argentina).

Más tarde llegaría la Cultura Valdivia que se desarrolló entre el 3500 y el 1800 a. C. en la costa occidental del Ecuador 
Se asentó en la Península de Santa Elena y también en el estuario del Guayas, en Los Ríos, Manabí y El Oro. 
El desarrollo de la cultura valdiviana dio paso en la misma región a la cultura Machalilla y muchos de sus elementos culturales, como la cerámica, se difundirían rápidamente hacia las áreas vecinas.
La gente de esta cultura fueron ceramistas que fabricaron figurillas femeninas, las más antiguas de piedra y luego de barro, a veces sencillas y otras más elaboradas, eran objetos relacionados con la fertilidad y la salud.
El descubrimiento de esta cerámica tan antigua fue en un baño público de la costa ecuatoriana, hace algunas décadas, trajo consigo fama para el Ecuador, desde el punto de vista arqueológico; pues valdiviana aparece como una verdadera cultura del Periodo formativo.
No hay duda de que los valdivianos siguieron las tradiciones arcaicas de la caza, la pesca y la recolección de moluscos, pero no se encuentran hasta ahora pruebas claras de que la valdiviana fuese una cultura intensamente agrícola.
Pero lo más sobresaliente, es que tenían la costumbre y habilidad para trabajar la arcilla que obtenían del suelo para realizar hermosas piezas de cerámica, entre las que se destacan los figurines femeninos llamados hoy "venus", que muestran un culto especial a la mujer y la fertilidad.

### Época republicana
A finales del siglo XIX y a principios del siglo XX, la población de la zona estuvo conformada de pescadores artesanales en su gran mayoría. 
En 1918 se cambia el nombre de "La Agujereada" por "La Libertad". En la década de los 20, se estableció la empresa norteamericana Anglo Ecuadorian Oilfields (AEO), para exportar el petróleo que existe en el lugar. Anglo construyó el muelle y los canchones del barrio “Puerto Rico” que sirvió de residencia para los nacionales y extranjeros y fue la población creció rápidamente con la llegada de extranjeros de la dicha empresa y de trabajadores de distintas partes del país.
El 22 de diciembre de 1937, con la creación del cantón Salinas, se crean las parroquias de José Luis Tamayo (antes caserío de Muey), La Libertad y Anconcito. El crecimiento acelerado gracias a la exportación del petróleo hizo que La Libertad se desarrolle rápidamente y el 14 de abril de 1993 La Libertad se convirtió oficialmente en Cantón de la Provincia del Guayas. A partir del 7 de noviembre de 2007, La Libertad es uno de los tres cantones que conforman la provincia de Santa Elena.

## Geografía
La Libertad se ubica en la parte occidental de la provincia de Santa Elena, entre el  Cantón Santa Elena y el Cantón Salinas, en la puntilla de Santa Elena, que es el extremo occidental del Ecuador continental. Posee una geografía irregular y un diminuto sistema montañosos llamado La Caleta. Esta zona es muy seca, por lo que posee pampas salineras y las lluvias son algo escasas.

### Límites
- Norte: Desde el término del carretero que une la Represa Velasco Ibarra con el sitio Punta Suche, en la bahía de Santa Elena, por la línea de Costa hacia el Este, hasta la desembocadura del Estero Murciélago. En la población de Ballenita.
- Este: Del Estero Murciélago, aguas arriba, hasta sus nacientes. De estas nacientes la línea imaginaria al Sur, hasta alcanzar la confluencia de los ríos Hondo y Pinargoti.
- Sur: Desde la confluencia de los ríos Hondo y Pinargoti, la línea latitudinal al oeste, pasando por los campamentos mineros de San Francisco y Achallán, alcanza la bifurcación de los carreteros que conectan el sitio Punta de Suche, con Punta Carnero y el sitio Punta de Suche con la Represa Velasco Ibarra.
- Oeste: Desde este punto de bifurcación de los carreteros indicados, sigue por la carretera hacia el norte, hasta alcanzar el sitio Punta de Suche en la bahía de Santa Elena.

### Clima
De acuerdo con la clasificación climática de Köppen, La Libertad experimenta un clima árido cálido (BWh), el cual se caracteriza por las temperaturas altas. Debido a que las estaciones del año no son sensibles en la zona ecuatorial, tiene exclusivamente dos estaciones: un poco pluvioso y cálido invierno, que va de diciembre a mayo, y un "verano" seco y ligeramente más fresco, entre junio y noviembre. Su temperatura promedio anual es de 24,7 °C; con un promedio de 27,6 °C, marzo es el mes más cálido, mientras septiembre es el mes más frío, con 22 °C en promedio. Si bien la temperatura real no es extremadamente alta, la humedad hace que la sensación térmica se eleve hacia los 35 °C o más. Hay una diferencia de apenas 60 mm de precipitación entre los meses más secos y los más húmedos; marzo (7 días) tiene los días más lluviosos por mes en promedio, mientras en julio hay una absolta escasez de lluvia. La humedad relativa también es constante, con un promedio anual de 81%. 
| Parámetros climáticos promedio de La Libertad, Ecuador               | Parámetros climáticos promedio de La Libertad, Ecuador | Parámetros climáticos promedio de La Libertad, Ecuador | Parámetros climáticos promedio de La Libertad, Ecuador | Parámetros climáticos promedio de La Libertad, Ecuador | Parámetros climáticos promedio de La Libertad, Ecuador | Parámetros climáticos promedio de La Libertad, Ecuador | Parámetros climáticos promedio de La Libertad, Ecuador | Parámetros climáticos promedio de La Libertad, Ecuador | Parámetros climáticos promedio de La Libertad, Ecuador | Parámetros climáticos promedio de La Libertad, Ecuador | Parámetros climáticos promedio de La Libertad, Ecuador | Parámetros climáticos promedio de La Libertad, Ecuador | Parámetros climáticos promedio de La Libertad, Ecuador |
| Mes                                                                  | Ene.                                                   | Feb.                                                   | Mar.                                                   | Abr.                                                   | May.                                                   | Jun.                                                   | Jul.                                                   | Ago.                                                   | Sep.                                                   | Oct.                                                   | Nov.                                                   | Dic.                                                   | Anual                                                  |
| -------------------------------------------------------------------- | ------------------------------------------------------ | ------------------------------------------------------ | ------------------------------------------------------ | ------------------------------------------------------ | ------------------------------------------------------ | ------------------------------------------------------ | ------------------------------------------------------ | ------------------------------------------------------ | ------------------------------------------------------ | ------------------------------------------------------ | ------------------------------------------------------ | ------------------------------------------------------ | ------------------------------------------------------ |
| Temp. máx. abs. (°C)                                                 | 35                                                     | 36                                                     | 36                                                     | 35                                                     | 34                                                     | 30                                                     | 29                                                     | 29                                                     | 30                                                     | 31                                                     | 32                                                     | 33                                                     | 36                                                     |
| Temp. máx. media (°C)                                                | 30.5                                                   | 33.6                                                   | 33.6                                                   | 32.8                                                   | 31.6                                                   | 30.5                                                   | 25.6                                                   | 23.4                                                   | 23.6                                                   | 24.5                                                   | 27.3                                                   | 28.8                                                   | 28.8                                                   |
| Temp. media (°C)                                                     | 26.3                                                   | 27.4                                                   | 27.6                                                   | 26.8                                                   | 26.0                                                   | 24.3                                                   | 23.2                                                   | 22.0                                                   | 22.6                                                   | 22.6                                                   | 23.2                                                   | 24.8                                                   | 24.7                                                   |
| Temp. mín. media (°C)                                                | 24.3                                                   | 25.5                                                   | 26.5                                                   | 25.5                                                   | 24.8                                                   | 23.7                                                   | 22.7                                                   | 20.3                                                   | 21.2                                                   | 21.6                                                   | 22.3                                                   | 23.6                                                   | 23.5                                                   |
| Precipitación total (mm)                                             | 15                                                     | 25                                                     | 60                                                     | 15                                                     | 1                                                      | 0.4                                                    | 0.0                                                    | 0.3                                                    | 0.6                                                    | 0.8                                                    | 0.8                                                    | 1                                                      | 119.9                                                  |
| Días de precipitaciones (≥ 1 mm)                                     | 5                                                      | 6                                                      | 7                                                      | 4                                                      | 0                                                      | 0                                                      | 0                                                      | 0                                                      | 0                                                      | 0                                                      | 0                                                      | 1                                                      | 23                                                     |
| Horas de sol                                                         | 140                                                    | 140                                                    | 175                                                    | 185                                                    | 170                                                    | 125                                                    | 120                                                    | 120                                                    | 115                                                    | 125                                                    | 140                                                    | 150                                                    | 1705                                                   |
| Humedad relativa (%)                                                 | 80                                                     | 81                                                     | 79                                                     | 79                                                     | 80                                                     | 82                                                     | 84                                                     | 84                                                     | 83                                                     | 83                                                     | 80                                                     | 80                                                     | 81.3                                                   |
| Fuente: Climate-data.org, Climas y viajes Guía de climas en el mundo |                                                        |                                                        |                                                        |                                                        |                                                        |                                                        |                                                        |                                                        |                                                        |                                                        |                                                        |                                                        |                                                        |

## Política
Territorialmente, la ciudad de La Libertad está organizada en una única parroquia urbana, que abarca el aérea total del Cantón La Libertad. El término "parroquia" es usado en el Ecuador para referirse a territorios dentro de la división administrativa municipal.
La ciudad y el cantón La Libertad, al igual que las demás localidades ecuatorianas, se rige por una municipalidad según lo previsto en la Constitución de la República. El Gobierno Autónomo Descentralizado Municipal de La Libertad, es una entidad de gobierno seccional que administra el cantón de forma autónoma al gobierno central. La municipalidad está organizada por la separación de poderes de carácter ejecutivo representado por el alcalde, y otro de carácter legislativo conformado por los miembros del concejo cantonal.
La Municipalidad de La Libertad, se rige principalmente sobre la base de lo estipulado en los artículos 253 y 264 de la Constitución Política de la República y en la Ley de Régimen Municipal en sus artículos 1 y 16, que establece la autonomía funcional, económica y administrativa de la Entidad.

### Alcaldía de La Libertad
El poder ejecutivo de la ciudad es desempeñado por un ciudadano con título de alcalde del Cantón La Libertad, el cual es elegido por sufragio directo en una sola vuelta electoral, sin fórmulas o binomios en las elecciones municipales. El vicealcalde no es elegido de la misma manera, ya que una vez instalado el Concejo Cantonal se elegirá entre los ediles un encargado para aquel cargo. El alcalde y el vicealcalde duran cuatro años en sus funciones, y en el caso del alcalde, tiene la opción de reelección inmediata o sucesiva. El alcalde es el máximo representante de la municipalidad y tiene voto dirimente en el concejo cantonal, mientras que el vicealcalde realiza las funciones del alcalde de modo suplente mientras no pueda ejercer sus funciones el alcalde titular.
El alcalde cuenta con su propio gabinete de administración municipal mediante múltiples direcciones de nivel de asesoría, de apoyo y operativo. Los encargados de aquellas direcciones municipales son designados por el propio alcalde. Actualmente, el alcalde de La Libertad es Francisco Tamariz Guerrero, elegido para el periodo 2023 - 2027.

### Concejo cantonal
El poder legislativo de la ciudad es ejercido por el Concejo Cantonal de La Libertad el cual es un pequeño parlamento unicameral que se constituye al igual que en los demás cantones mediante la disposición del artículo 253 de la Constitución Política Nacional. De acuerdo a lo establecido en la ley, la cantidad de miembros del concejo representa proporcionalmente a la población del cantón.
La Libertad posee 7 concejales, los cuales son elegidos mediante sufragio (Sistema D'Hondt) y duran en sus funciones cuatro años pudiendo ser reelegidos indefinidamente. El alcalde y el vicealcalde presiden el concejo en sus sesiones. Al recién instalarse el concejo cantonal por primera vez los miembros eligen de entre ellos un designado para el cargo de vicealcalde de la ciudad, actualmente los concejales del cantón son: Winellys Naranjo (vicealcaldesa), Bruno Dede, Marino Carriel, Michelle Marcillo, Violeta Muñoz, Cindy Suárez, Luis Menoscal

## Turismo y Comercio

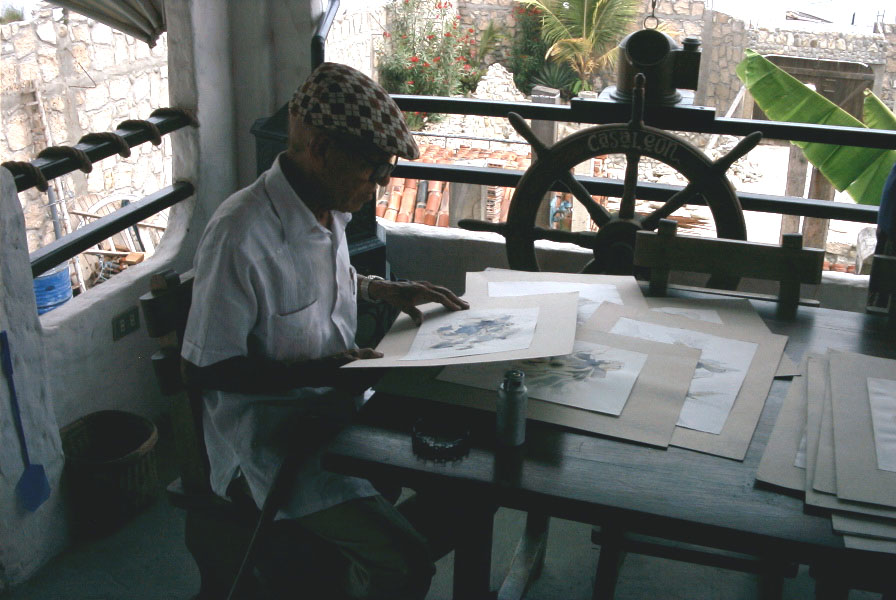
León Ricaurte, promotor de la construcción del Museo Casaleón.

La Libertad posee varios atractivos turísticos, entre los que se destacan:
La Playa de Cautivo: se ubica al noreste de la ciudad posee un kilómetro de extensión en donde se practican deportes como: vóley, fútbol, surfing, paseos en los botes de goma llamados "bananas", y otros deportes.
Malecón de La Libertad: cuenta con más de un kilómetro de extensión; a sus pies se encuentra la playa del malecón la cual es ideal para niños por su baja altura.
Mirador "La Caleta": es un lugar ideal para la observación de la ciudad y la playa, este mirador se encuentra ubicado en el sector 10 de agosto.
Museo Casaleón: se construyó en 1991 por iniciativa del artista León Ricaurte; en este museo se encuentran objetos artísticos y de uso cotidiano de las diferentes etapas históricas del Ecuador: prehispánicas, coloniales y contemporáneas. Además es exhiben objetos utilitarios de diversas culturas prehispánicas ecuatorianas como Valdivia, Machalilla, Chorrera, entre otras. Se encuentra en la avenida 9 de octubre entre las calles 13 y 14.
Iglesia Matriz San Antonio de Padua: Ubicada en el punto más alto de La Libertad, es un atractivo turístico importante. Fue construida en 1966 mezclando una arquitectura colonial con infraestructura moderna.
Parque y plaza La Libertad: fue inaugurado el 17 de octubre de 2010 y se encuentra a la entrada de la ciudad, comprende un área de 4.160,85 m², contiene un faro central como símbolo de la Península de Santa Elena, 2 pérgolas a los costados en forma radial, dos fuentes, bancas, áreas verdes, sistema de iluminación para toda el área.
Museo Paleontológico Megaterio de la UPSE: aquí se exponen de restos de mega-fauna del Pleistoceno Tardío (50000 a 10000 a. C.), encontrados en el sector Tanque Loma, también posee fósiles de la cultura Las Vegas.
Mientras que en el ámbito comercial también han tomado terreno del cantón, grandes y medianas empresas, teniendo gran afluencia de consumidores, en toda época del año, los cuales son:
Paseo Shopping La Península: es el Centro Comercial más grande de la provincia de Santa Elena; alberga grandes organismos financieros y comerciales.
Cc.  Buenaventura Moreno: Conocido centro comercial ubicado en el Centro de La  Libertad, con múltiples locales comerciales y pequeñas agencias de servicios
Comercial Carlitos: En pleno centro de la ciudad, mantiene su recuerdo latente,  ofertando productos modernos y variados, muy recordado entre la población.

## Demografía
En esta ciudad ecuatoriana viven 112 154 personas según el VIII Censo de Población realizado por el INEC en el 2022. Además con esta población contada según el INEC se dicen que la densidad poblacional de La Libertad sea de 3690 hab/km². Su aglomeración incluyendo Santa Elena y Salinas cuenta con 170 342 personas en el censo de 2010, y más de 200 000 con los suburbios.

## Transporte
La mayoría de las calles de la ciudad están asfaltadas, especialmente las del norte, aunque algunas están desgastadas y el resto de calles son lastradas.

### Avenidas importantes
- Avenida Eleodoro Solórzano
- Calle Guayaquil
- Avenida 9 de Octubre
- Diagonal A

## Economía

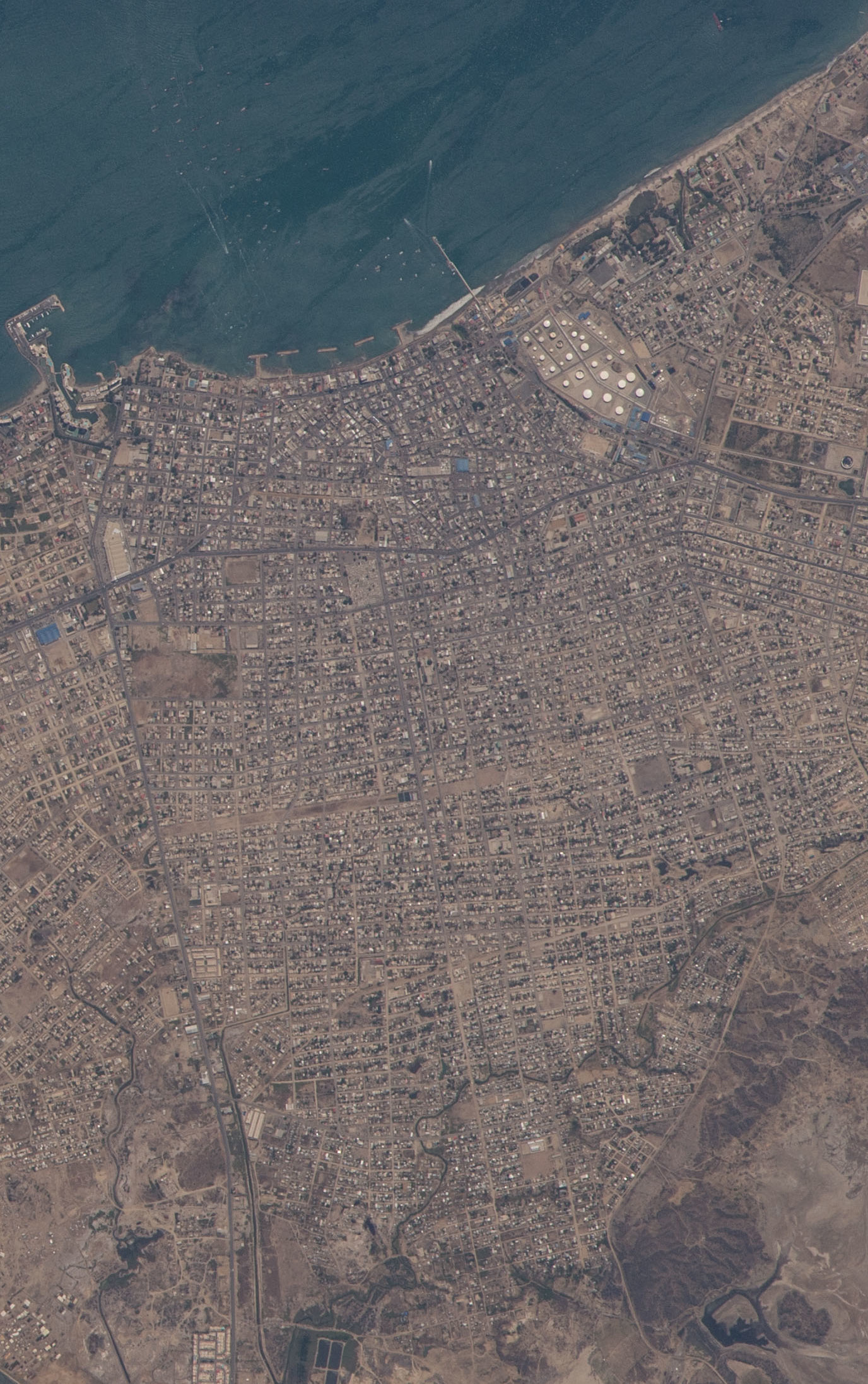
Vista aérea de la ciudad de La Libertad.

La Libertad es el centro económico de la provincia, y uno de los principales del país, alberga grandes organismos financieros y comerciales del país. Su economía se basa en la pesca, el turismo y el petróleo.

## Deporte
La Liga Deportiva Cantonal de La Libertad es el organismo rector del deporte en la urbe. El deporte más popular en la ciudad, al igual que en todo el país, es el fútbol, siendo el deporte con mayor convocatoria. Actualmente no existen equipos de fútbol libertenses activos en la Asociación de Fútbol No Amateur de Santa Elena. Al ser un poblado pequeño en la época de las fundaciones de los grandes equipos del país, La Libertad carece de un equipo simbólico de la ciudad, por lo que sus habitantes son aficionados en su mayoría de los clubes guayaquileños: Barcelona Sporting Club y Club Sport Emelec. 
El principal recinto deportivo para la práctica del fútbol de la ciudad es el Estadio Batallón Marañón. Es usado mayoritariamente para la práctica del fútbol, y allí jugaban como local el Club Deportivo La Libertad y el Club Deportivo Atlético Libertad.